# Église de la Dormition-de-la-Mère-de-Dieu de Pivnice
Pour les articles homonymes, voir Église de la Dormition et Église de l'Assomption.
L'église de la Dormition-de-la-Mère-de-Dieu de Pivnice (en serbe cyrillique : Црква Успења Богородице у Пивницама ; en serbe latin : Crkva Uspenja Bogorodice u Pivnicama) est une église orthodoxe serbe située à Pivnice, dans la province de Voïvodine, dans le district de Bačka méridionale et dans la municipalité de Bačka Palanka en Serbie. Elle est inscrite sur la liste des monuments culturels de grande importance de la république de Serbie (identifiant no SK 1134).

## Présentation
L'église a été construite en 1754 dans un style baroque. Elle est constituée d'une nef unique prolongée par une abside presque ellipsoïdale ; la zone du chœur est légèrement saillante. La façade occidentale est dominée par un clocher d'un étage surmonté d'un bulbe aplati, d'une lanterne et d'une croix, flanquée d'un pignon en pente ; cette façade est sobrement décorée de bandes lombardes. À l'intérieur, la nef est dotée d'une voûte sphérique dont les arcs reposent sur des piliers, tandis que la zone de l'auteur est surmontée par une demi-calotte.
L'iconostase, richement ornée, provient d'une église non identifiée ; elle a été peinte en 1776 par Jovan Isailović l'Ancien qui, après avoir étudié auprès de Vasilije Romanovič, est devenu l'un des principaux représentants du baroque ukrainien dans les terres serbes.
Des travaux de restauration ont été effectués sur l'édifice en 1962.